# Seeon (Seeon-Seebruck)
Seeon ist ein Gemeindeteil der Gemeinde Seeon-Seebruck im oberbayerischen Landkreis Traunstein. Seeon war bis 31. Dezember 1979 eine eigenständige Gemeinde. Bei Seeon am Westufer des Seeoner Sees liegt das Kloster Seeon.

## Geographie

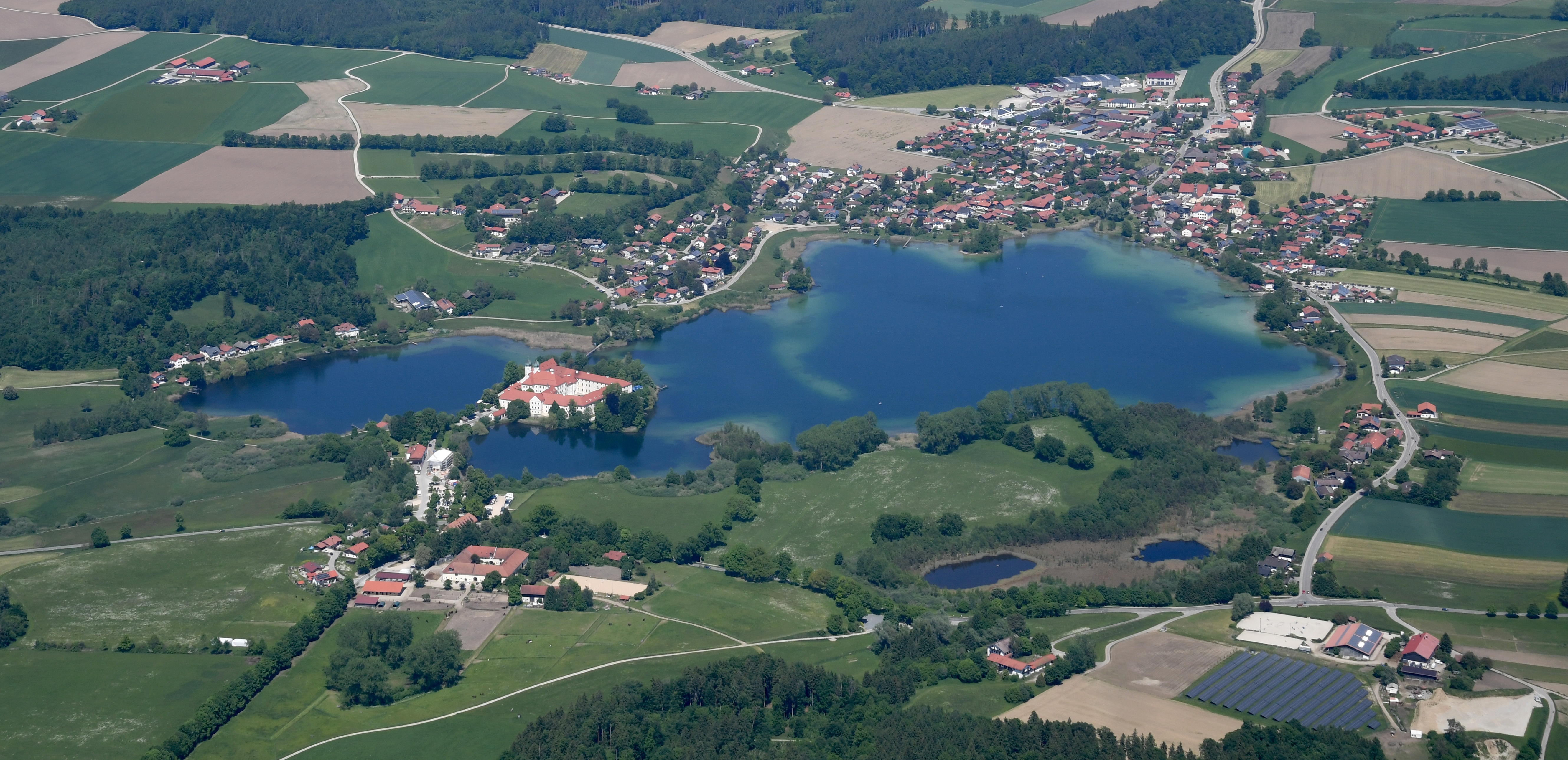
Luftbild von Seeon mit dem Kloster Seeon auf der Halbinsel im Klostersee

Das Kirchdorf Seeon (früher: Niederseeon) ist am Ostufer des Seeoner Sees gelegen. Neben dem Kultur- und Bildungszentrum des Bezirkes Oberbayern haben sich in Seeon klein- und mittelständische Betriebe angesiedelt. Der Tourismus spielt in Seeon – abgesehen vom Bildungszentrum – nur eine untergeordnete Rolle, dieser ist eher in Seebruck zu finden.
Teile des Klostersees und die umliegenden Wälder und Moore mit weiteren Seen bilden das Naturschutzgebiet Seeoner Seen.

## Geschichte

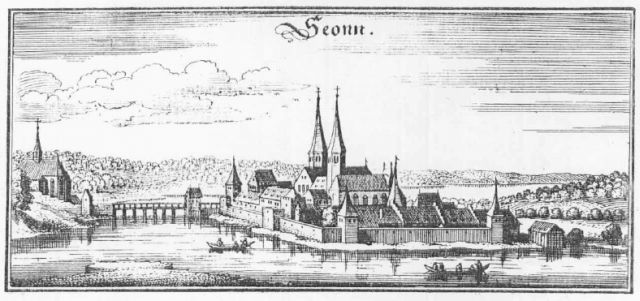
Kupferstich in der Topographia Germaniae des Matthäus Merian, um 1644

In Seeon finden sich einige Spuren römischer Besiedlung. Der Ortsteil Bräuhausen war lange vor der Klostergründung der Platz gewesen, auf dem ein Marstempel der römischen Besatzung stand. Erstmals urkundlich erwähnt wurde der Ort 924 mit der Gründung des Klosters Seeon, das 1803 mit der Säkularisation in Bayern aufgelöst wurde. Die Klosterkirche wurde zur Pfarrkirche. 1818 entstand mit dem bayerischen Gemeindeedikt die Landgemeinde Seeon. Im Zuge der Gebietsreform kam es am 1. Januar 1980 zum Zusammenschluss der drei Gemeinden Seeon, Seebruck und Truchtlaching zur Gemeinde Seeon-Seebruck. Im Zuge dieser Gemeindebildung wurden Seebruck und Truchtlaching aus der Verwaltungsgemeinschaft Chieming und Seeon aus der Verwaltungsgemeinschaft Obing entlassen.

## Museen
Früher gab es das Museum im Hotel Schanzenberg. Maik Hirschfeld als Inhaber des Hotels betrieb nebenbei ein kleines Automuseum, in dem er etwa 10 Automobile und 20 Motorräder ausstellte. Genannt sind BMW 503, Mercedes-Benz W 186 von 1959, Mercedes-Benz Baureihe 111 als Cabriolet von 1967, Maybach SW 38 von 1939, Buick Century von 1936, Daimler DB 18 und NSU Wankel Spider. Es hatte täglich außer montags geöffnet. Die Existenz ist von 1982 über 1985 bis 1990 nachweisbar.